# 2237 Мельников
2237 Мельников (2237 Melnikov) — астероїд головного поясу, відкритий 2 жовтня 1938 року.
Тіссеранів параметр щодо Юпітера — 3,171.